# Atletica Bergamo 1959
L'Atletica Bergamo 1959 Oriocenter è una società di atletica leggera, fondata a Bergamo il 9 febbraio 1959.

## Storia
L'Atletica Bergamo venne fondata il 9 febbraio 1959 da cinque soci fondatori: Giuseppe Tombini, che fu il primo presidente, Patrizio Seguini, Giulio Mazza, Daniele Eynard e Ruggero Marabini. I primi allenatori furono Leonardo Leonardi e Francesco Russo.
Il primo titolo italiano per un atleta dell'Atletica Bergamo arrivò nel 1960, quando Roberto Carrara vinse la gara del salto con l'asta ai campionati italiani juniores di atletica leggera. Lo stesso anno Carrara fu convocato per l'incontro under 19 Italia-Polonia, regalando così la prima maglia azzurra alla sua società. Si classificò invece sesto ai campionati italiani assoluti.
L'Atletica Bergamo ha sfornato negli anni un gran numero di atleti che sono poi andati a rappresentare l'Italia in varie manifestazioni internazionali.

## Presidenti
- Giuseppe Tombini (1959-1974)
- Nunzio Tarenghi (1975-1978)
- Mauro Capponi (1979-1981)
- Giulio Mazza (1982)
- Daniele Eynard (1983-2012)
- Dante Acerbis (2012-2013)
- Achille Ventura (2014-2021)
- Ferruccio Valenti (2022-2024)
- Saro Naso (2025-Presente)

## Denominazioni
Nella sua storia, l'Atletica Bergamo 1959 ha cambiato diverse volte la denominazione sociale, soprattutto per motivi legati agli sponsor.
- Atletica Bergamo (1959-1971)
- Atletica Bergamo Fonti di Gaverina (1972-1974)
- Atletica Bergamo Iterchimica (1975-1977)
- Atletica Bergamo Monkey (1978-1980)
- Atletica Bergamo Bettoni Sport (1981-1982)
- Atletica Bergamo 1959 (1983-2005)
- Atletica Bergamo 1959 Creberg (2006-2016)
- Atletica Bergamo 1959 Oriocenter (dal 2017)

## Record Sociali Assoluti
| Specialità             | Atleta                                                                | Prestazione       | Data       | Luogo            |
| ---------------------- | --------------------------------------------------------------------- | ----------------- | ---------- | ---------------- |
| 60 m                   | Vincenzo Guerini                                                      | 6"68              | 27-02-1974 | Genova           |
| 100 m                  | Eric Marek                                                            | 10"27 (+1.0 m/s)  | 29-06-2024 | La Spezia        |
| 200 m                  | Michele Paggi                                                         | 21"12 (+1.9 m/s)  | 21-09-1997 | Rieti            |
| 400 m                  | Marco Vistalli                                                        | 46"55             | 16-07-2009 | Kaunas           |
| 800 m                  | Elliasmine Abdelhakim                                                 | 1'46"81           | 07-07-2021 | Trieste          |
| 1.500 m                | Amos Rota                                                             | 3'40"00           | 03-10-1991 | Bergamo          |
| 5.000 m                | Jamel Chatbi                                                          | 13'51"35          | 28-09-2008 | Lodi             |
| 10.000 m               | Aldo Fantoni                                                          | 29'32"90          | 24-07-1982 | Bergamo          |
| 3.000 siepi            | Jamel Chatbi                                                          | 8'22"16           | 31-08-2008 | Rabat            |
| Maratona               | Antonino Lollo                                                        | 2h16'22"          | 12-12-2021 | Reggio Emilia    |
| 60 hs                  | Federico Piazzalunga                                                  | 7"91              | 22-02-2022 | Bergamo          |
| 110 hs                 | Hassane Fofana                                                        | 13"91 (+1.9 m/s)  | 16-06-2012 | Misano Adriatico |
| 400 hs                 | Francesco Filisetti                                                   | 51"57             | 14-07-1996 | Bressanone       |
| Salto in Lungo         | Ottavio Curto                                                         | 7.65 m (nw)       | 18-09-1984 | Pont Donnas      |
| Salto Triplo           | Denis Rigamonti                                                       | 15.44 m (0.6 m/s) | 03-07-2021 | Bergamo          |
| Salto in Alto          | Andrea Bettinelli                                                     | 2.21 m            | 26-07-1998 | Malles Venosta   |
| Salto con l'Asta       | Ruben Scotti                                                          | 5.40 m            | 07-07-2001 | Catania          |
| Getto del Peso         | Gioele Tengattini                                                     | 16.00 m           | 04-06-2022 | Firenze          |
| Lancio del Disco       | Costantino Cattaneo                                                   | 50.88 m           | 09-07-1994 | Siviglia         |
| Lancio del Martello    | Andrea Pasetti                                                        | 57.77 m           | 08-05-2016 | Busto Arsizio    |
| Lancio del Giavellotto | Simone Bonfanti                                                       | 65.54 m           | 02-10-2021 | Brescia          |
| Decathlon              | Ottavio Curto                                                         | 7037 pt.          | 28-08-1984 | Pont Donnas      |
| Marcia 20 km           | Juriy Micheletti                                                      | 1 h 25 m 29 s     | 05-06-2021 | La Coruña        |
| Marcia 35 km           | Juriy Micheletti                                                      | 2 h 48 m 35 s     | 24-10-2021 | Grottamare       |
| Marcia 50 km           | Andrea Adragna                                                        | 4 h 11 m 00 s     | 18-10-2009 | Scanzorosciate   |
| Staffetta 4x100 m      | Mario Alemanni - Luigi Capra - Alfio Ghisdulich - Vincenzo Guerini    | 40"60             | 30-09-1973 | Milano           |
| Staffetta 4x400 m      | Marco Vistalli - Mamadou Gueye - Andrea Daminelli - Francesco Ravasio | 3'10"28           | 17-05-2009 | Saronno          |

| Specialità             | Atleta                                                                  | Prestazione       | Data       | Luogo           |
| ---------------------- | ----------------------------------------------------------------------- | ----------------- | ---------- | --------------- |
| 60 m                   | Charlene Secre Sery                                                     | 7"68              | 25-02-2007 | Genova          |
| 100 m                  | Elisa Valensin                                                          | 11"68 (+0.7 m/s)  | 14-04-2024 | Firenze         |
| 200 m                  | Elisa Valensin                                                          | 23"09 (+1.0 m/s)  | 20-07-2024 | Banska Bistrica |
| 400 m                  | Elisa Valensin                                                          | 52"50             | 19-06-2024 | Nembro          |
| 800 m                  | Marta Zenoni                                                            | 2'01"91           | 06-06-2016 | Bellinzona      |
| 1.500 m                | Marta Zenoni                                                            | 4'09"48           | 02-07-2019 | Marsiglia       |
| 5.000 m                | Marta Zenoni                                                            | 15'52"89          | 27-07-2019 | Bressanone      |
| 10.000 m               | Katiuscia Merati                                                        | 35'47"92          | 08-04-2001 | Bergamo         |
| 3.000 siepi            | Federica Zenoni                                                         | 10'30"50          | 23-04-2015 | Milano          |
| Maratona               | Katiuscia Merati                                                        | 2 h 37 m 50 s     | 25-02-2001 | Salsomaggiore   |
| 60 hs                  | Elisa Valensin                                                          | 8"35              | 07-01-2024 | Bergamo         |
| 100 hs                 | Erica Maccherone                                                        | 13"52 (+0.9 m/s)  | 11-06-2022 | Firenze         |
| 400 hs                 | Elisa Valensin                                                          | 58"33             | 27-05-2023 | Milano          |
| Salto in Lungo         | Stefania Lazzaroni                                                      | 6.27 m            | 23-02-1984 | Torino          |
| Salto Triplo           | Francesca Pedone                                                        | 12.49 m (1.6 m/s) | 02-06-2013 | Lodi            |
| Salto in Alto          | Raffaella Lamera                                                        | 1.88 m            | 02-02-2002 | Ancona          |
| Salto con l'Asta       | Tatiene Carne                                                           | 4.20 m            | 14-01-2018 | Padova          |
| Getto del Peso         | Serena Brena                                                            | 13.70 m           | 01-07-2010 | Grosseto        |
| Lancio del Disco       | Giulia Lolli                                                            | 52.62 m           | 10-06-2015 | Tarquinia       |
| Lancio del Martello    | Federica Castelli                                                       | 54.95 m           | 06-05-2007 | Rovereto        |
| Lancio del Giavellotto | Nicoletta Sgherzi                                                       | 44.12 m           | 19-06-2010 | Pescara         |
| Eptathlon              | Silvia Licin                                                            | 4936 pt.          | 30-09-1984 | Bolzano         |
| Marcia 20 km           | Federica Curiazzi                                                       | 1 h 35 m 32 s     | 29-03-2015 | Cassino         |
| Marcia 35 km           | Federica Curiazzi                                                       | 2 h 49 m 39 s     | 21-05-2023 | Poděbrady       |
| Marcia 50 km           | Federica Curiazzi                                                       | 4 h 30 m 17 s     | 19-05-2019 | Alytus          |
| Staffetta 4x100 m      | Monica Roncalli - Ilaria Mazzoleni - Chiara Guarrera - Violante Valenti | 47"66             | 27-07-2019 | Bressanone      |
| Staffetta 4x400 m      | Grace Volonterio - Elisa Valensin - Paola Caporali - Valentina Vaccari  | 3'41"54           | 07-05-2023 | Bergamo         |

| Specialità        | Atleta                                                        | Prestazione | Data       | Luogo  |
| ----------------- | ------------------------------------------------------------- | ----------- | ---------- | ------ |
| 200 m             | Alberto Martilli                                              | 21"48       | 12-02-1986 | Torino |
| 400 m             | Isalbet Juarez                                                | 48"02       | 23-02-2008 | Genova |
| 800 m             | Michele Oberti                                                | 1'50"78     | 22-01-2011 | Ancona |
| 1.500 m           | Amos Rota                                                     | 3'40"00     | 15-02-1992 | Genova |
| 3.000 m           | Jamel Chatbi                                                  | 8'08"71     | 09-02-2005 | Genova |
| Heptathlon        | Ottavio Curto                                                 | 5103 pt.    | 17-03-1985 | Torino |
| Marcia 5.000 m    | Matteo Giupponi                                               | 20'06"71    | 25-02-2007 | Genova |
| Staffetta 4x400 m | Roberto Rota - Birane Ndao - Alessandro Perico - Luca Pierani | 3'25"09     | 23-02-2020 | Ancona |

| Specialità        | Atleta                                                              | Prestazione | Data       | Luogo  |
| ----------------- | ------------------------------------------------------------------- | ----------- | ---------- | ------ |
| 200 m             | Elisa Valensin                                                      | 23"72       | 11-02-2024 | Ancona |
| 400 m             | Valentina Vaccari                                                   | 53"81       | 18-02-2023 | Ancona |
| 800 m             | Marta Zenoni                                                        | 2'03"88     | 06-03-2016 | Ancona |
| 1.500 m           | Marta Zenoni                                                        | 4'16"02     | 17-01-2016 | Padova |
| 3.000 m           | Marta Zenoni                                                        | 9'28"67     | 03-02-2019 | Ancona |
| Heptathlon        | Silvia Licini                                                       | 3624 pt.    | 04-02-1984 | Genova |
| Marcia 3.000 m    | Federica Curiazzi                                                   | 13'32"85    | 20-02-2021 | Ancona |
| Staffetta 4x400 m | Greta Vuolo - Valentina Vaccari - Grace Volonterio - Elisa Valensin | 3'43"91     | 18-02-2024 | Ancona |

## Atleti in Azzurro[3]
- Andragna Andrea
- Algeri Arianna
- Amisano Marzio
- Aurelio Sascha
- Barcella Michela
- Bernardi Locatelli Paola
- Bettinelli Andrea
- Birolini Elisabetta
- Breda Daniele
- Brembilla Mario
- Brena Serena
- Campenni' Piero
- Capponi Mauro
- Carne Tatiane
- Carrara Roberto
- Casiraghi Martina
- Castelli Federica
- Cattaneo Costantino
- Cattaneo Stefano
- Celario Alessia
- Chiesa Sergio
- Cornelli Isabella
- Cornolti Simonetta
- Crotti Giovanni

- Cuminetti Sergio
- Curiazzi Federica
- Curto Ottavio
- Daminelli Andrea
- De Marchi Davide
- Fantoni Aldo
- Federici Andrea
- Federici Maurizio
- Filisetti Francesco
- Fofana Hassane
- Foresti Beatrice
- Gabbiadini Alberto
- Galbiati Stefania
- Gelpi Alessandra Martina
- Ghisdulich Alfio
- Ghislotti Andrea
- Giupponi Matteo
- Guerini Vincenzo
- Gusmini Claudio
- Juarez Isalbet
- Lambrughi Marta
- Lamera Raffaella
- Lanfranchi Alessandro
- Lazzari Lorenzo

- Lazzaroni Stefania
- Licini Silvia
- Maffezzoni Samuele
- Marcandelli Claudio
- Marcandelli Davide
- Marek Eric
- Martilli Alberto
- Martinelli Rocco
- Martiradonna Arianna
- Masper Marcella
- Meli Mikias
- Micheletti Juriy
- Milani Marta
- Minotti Chiara
- Morotti Alessandro
- Motta Andrea
- Nava Nicholas
- Oberti Michele
- Paggi Michele
- Panseri Silvia
- Paris Daniele
- Pavese Alessia
- Piazzalunga Federico
- Pierani Luca

- Putti Federica
- Ravasio Francesco
- Ravasio Fulvia
- Razgani Moad
- Rigamonti Denis
- Rignanese Samuele [6]
- Roncalli Francesco
- Rossi Andrea
- Rota Amos
- Rota Chiara
- Scarpellini Elena
- Segale Gabriele
- Soldani Paolo
- Suardi Nadia
- Taietti Viola
- Tengattini Gioele
- Trevisan Sabrina
- Vaccari Valentina
- Valensin Elisa
- Vistalli Marco Francesco
- Zambonelli Giovanni
- Zangari Gianluca
- Zenoni Federica
- Zenoni Marta

## Onorificenze
Stella d'argento al merito sportivo
 Stella di bronzo al merito sportivo